# Ligne Pekanbaru-Muaro
La ligne Pekanbaru-Muaro (en indonésien Jalur kereta api Muaro-Pekanbaru, en anglais Sumatra Railway, en néerlandais Pakanbaroe-spoorweg) est une ligne de chemin de fer de 220 kilomètres de longueur entre Pekanbaru et Muaro, construit par l'empire du Japon pendant la Seconde Guerre mondiale pour renforcer l'infrastructure militaire et logistique pour le transport de charbon et de troupes lors de son occupation Indes néerlandaises. 

## Histoire
Les Japonais voulaient construire une ligne reliant Pekanbaru avec la côte du détroit de Malacca en faisant appel au travail forcé et aux prisonniers de guerre alliés. Plus de 100 000 travailleurs de force, appelés romusha, indonésiens, pour la plupart javanais, 6 500 néerlandais, pour la plupart Indo-Européens, ainsi que des prisonniers de guerre britanniques ont été contraints par l'armée japonaise. Quand la construction eut été achevée en août 1945, plus de la moitié des Indonésiens et près du tiers des prisonniers de guerre étaient morts.
Le but était de pouvoir transporter du charbon et des troupes de Pekanbaru par une jonction avec une ligne existante à Muaro dans l'ouest de Sumatra. Elle fut terminée le 15 août 1945, jour de la capitulation du Japon. Elle ne fut utilisée que pour évacuer des prisonniers de guerre. Elle est maintenant délabrée.